# Dieter Antoni
Dieter Antoni (* 23. Juni 1942 in Znaim, Reichsgau Niederdonau; † 18. September 2021) war ein österreichischer Beamter und Politiker (SPÖ). Antoni war zwischen 1990 und 2002 Abgeordneter zum Österreichischen Nationalrat.

## Ausbildung und Beruf
Antoni besuchte von 1948 bis 1952 die Volksschule und danach bis 1956 das Gymnasium. Er setzte seine Ausbildung von 1956 bis 1962 an einer Lehrerbildungsanstalt fort und leistete im Anschluss 1962 seinen Präsenzdienst ab. Antoni studierte ab 1972 Pädagogik, Psychologie und Volkskunde an der Karl-Franzens-Universität Graz und schloss sein Studium 1976 mit dem akademischen Grad Dr. phil. ab.
Nach seinem Studium war Antoni von 1962 bis 1975 als Volks-, Haupt- und Mittelschullehrer im Kärntner Schuldienst tätig und ab 1975 Leiter eines Schülerheimes sowie Mitarbeiter im Zentrum für Schulversuche und Schulentwicklung des Bundesministeriums für Unterricht, Kunst und Sport in Klagenfurt. 1990 stieg er zum Leiter dieses Zentrums auf, 1994 wurde er zum Ministerialrat ernannt.

## Politik
Antoni war Vorsitzender der SPÖ-Sektion 25 im Bezirk Klagenfurt-Stadt und Vorsitzender des Bezirksbildungsausschusses von Klagenfurt. Er vertrat die SPÖ von 5. November 1990 bis 19. Dezember 2002 im Nationalrat. Antoni war Bildungssprecher des SPÖ-Parlamentsklubs.

## Auszeichnungen
- 2000: Großes Goldenes Ehrenzeichen für Verdienste um die Republik Österreich[3]